# Creagrutus melasma
Creagrutus melasma är en fiskart som beskrevs av Vari, Harold och Taphorn, 1994. Creagrutus melasma ingår i släktet Creagrutus och familjen Characidae. Inga underarter finns listade i Catalogue of Life.